# Ramón Rozas Domínguez
Ramón Rozas Domínguez, nacido en Santiago de Compostela el 9 de noviembre de 1971, es un periodista, crítico de arte y escritor gallego.

## Trayectoria
Se licenció en Historia del arte en la Facultad de Geografía e Historia de la USC. Tiene una amplia trayectoria como crítico de arte y literatura, redactor de textos para catálogos de numerosos artistas  y colaboraciones en diversas publicaciones, sobre todo en el Diario de Pontevedra.

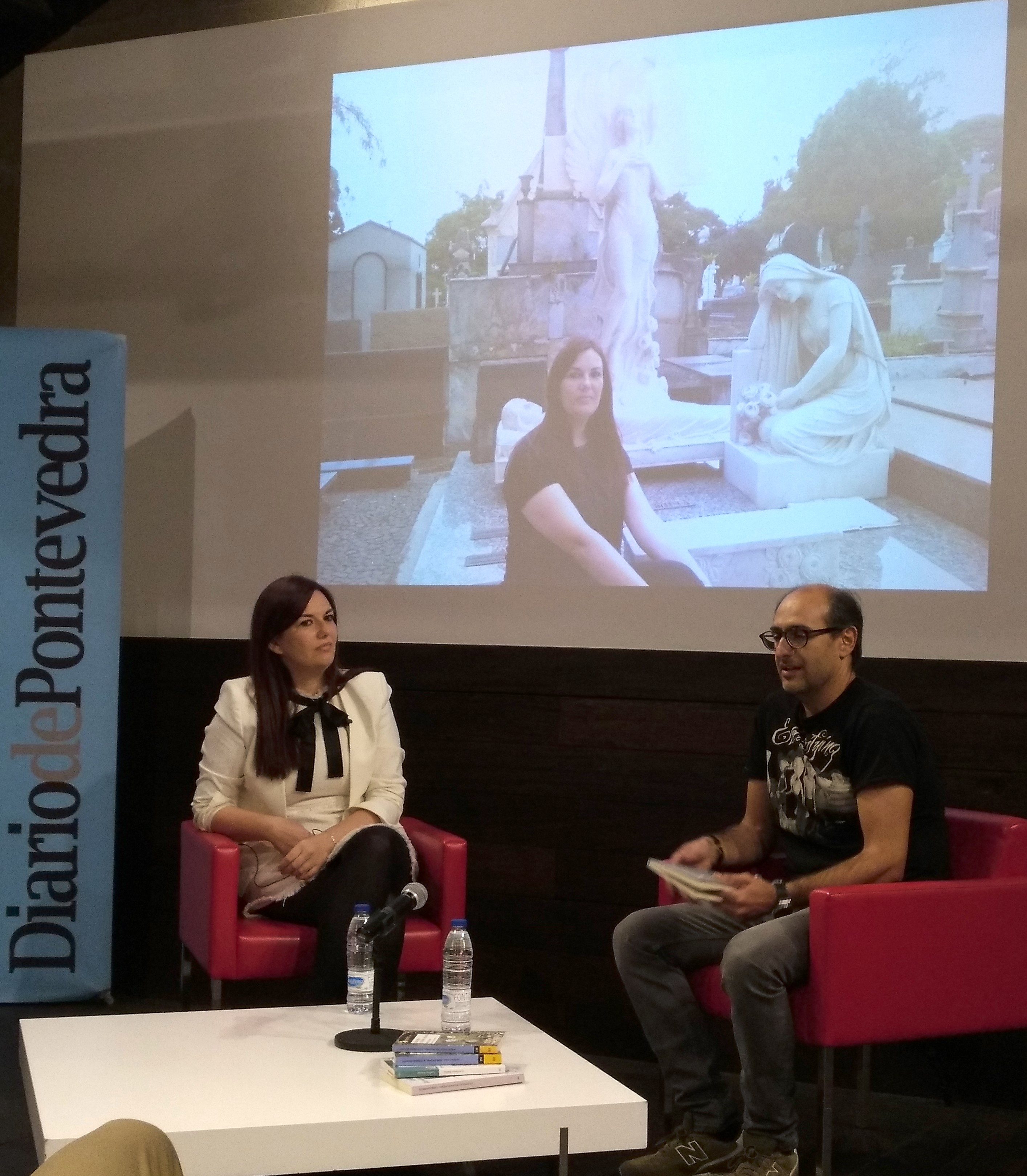
Conversando con Ledicia Costas la noche de Halloween de 2017 en Pontevedra

## Publicaciones
Casi todas tienen que ver con exposiciones de arte.
- Mírame de cerca: Galia Blanco (2003),  Santiago de Compostela, Dirección General de Promoción Cultural
- Obra seleccionada: Novos Valores, 2003  (2003), Pontevedra, Museo Provincial de Pontevedra, ISBN 84-95632-17-9
- Prospecto: Capilla del Oidor, Santiago Vilaverde  (2004), Alcalá de Henares, Fundación Colegio del Rey, ISBN 84-95011-86-7
- Recunchos: Carmen Suárez Deus (2004), Santiago de Compostela, Dirección General de Promoción Cultural, ISBN 84-453-3760-2
- Reintegración. Miguel Pereira. Enrique Velasco  (2004), Fundación Laxeiro, ISBN 978-84-932643-8-3
- Yvan Descamps; pintura (2004), Madrid, Casa de Galicia en Madrid
- Paisaxes; abril 2005, Conxunto Histórico Soutomaior; J. García (2005); Pontevedra, Diputación de Pontevedra
- O alento da pedra: Carlos Vilar (2006), Poyo , Escola de Canteiros
- O misterio da forma; Das Geheimnis der Form; Hubert Huber (2006), Poyo, Escola de Canteiros
- Arte en pedra; estampas dun fidalgo : xullo 2005 (2006), Pontevedra, Escola de Canteiros
- Artistas pontevedreses en la Colección Caixanova (2006), Pontevedra,  Lérez Edicións
- Olladas de Pontevedra (2006) con fotografía de Rafa Fariña, Pontevedra, Lérez Edicións
- Soñando soños: Trini Barreiro (2006), Santiago de Compostela, Dirección General de Creación y Difusión Cultural, ISBN 84-453-4258-4
- Rúas de Pontevedra (2009), Pontevedra, Lérez Edicións
- Novos Valores 2010; obra seleccionada (2010), Pontevedra, Museo Provincial de Pontevedra, ISBN 978-84-95632-46-3
- Visións da camelia (2010); comisario da exposición, Alex Vázquez-Palacios, Pontevedra, Diputación de Pontevedra
- A razón dunha existencia:  M. Torres, 1901-1995 (2011), Marín, Consejería de Cultura
- Na beira do río: diálogos na pintura: Manolo Dimas, Itziar Ezquieta (2011), Pontevedra, Palacio de Cultura
- Seducción; J. Grangel  (2011), Villagarcía de Arosa, Ayuntamiento de Villagarcía de Arosa
- Na beira do río: diálogos na pintura: Teresa Brutcher, Ana Seoane (2012), Pontevedra, Palacio de Cultura
- O latexo das prazas (2012), Pontevedra, Consejería de PE, ET
- Recreaciones:  Edmundo Paz  (2012), Villagarcía de Arosa, Consejería de Cultura
- Na beira do río: diálogos na pintura: Eduardo Dios, Pancho Rodiño (2013), ), Pontevedra, Palacio de Cultura
- Na beira do río: diálogos na pintura: Dolores Gálvez, Belén Padrón (2014),  Pontevedra, Palacio de Cultura

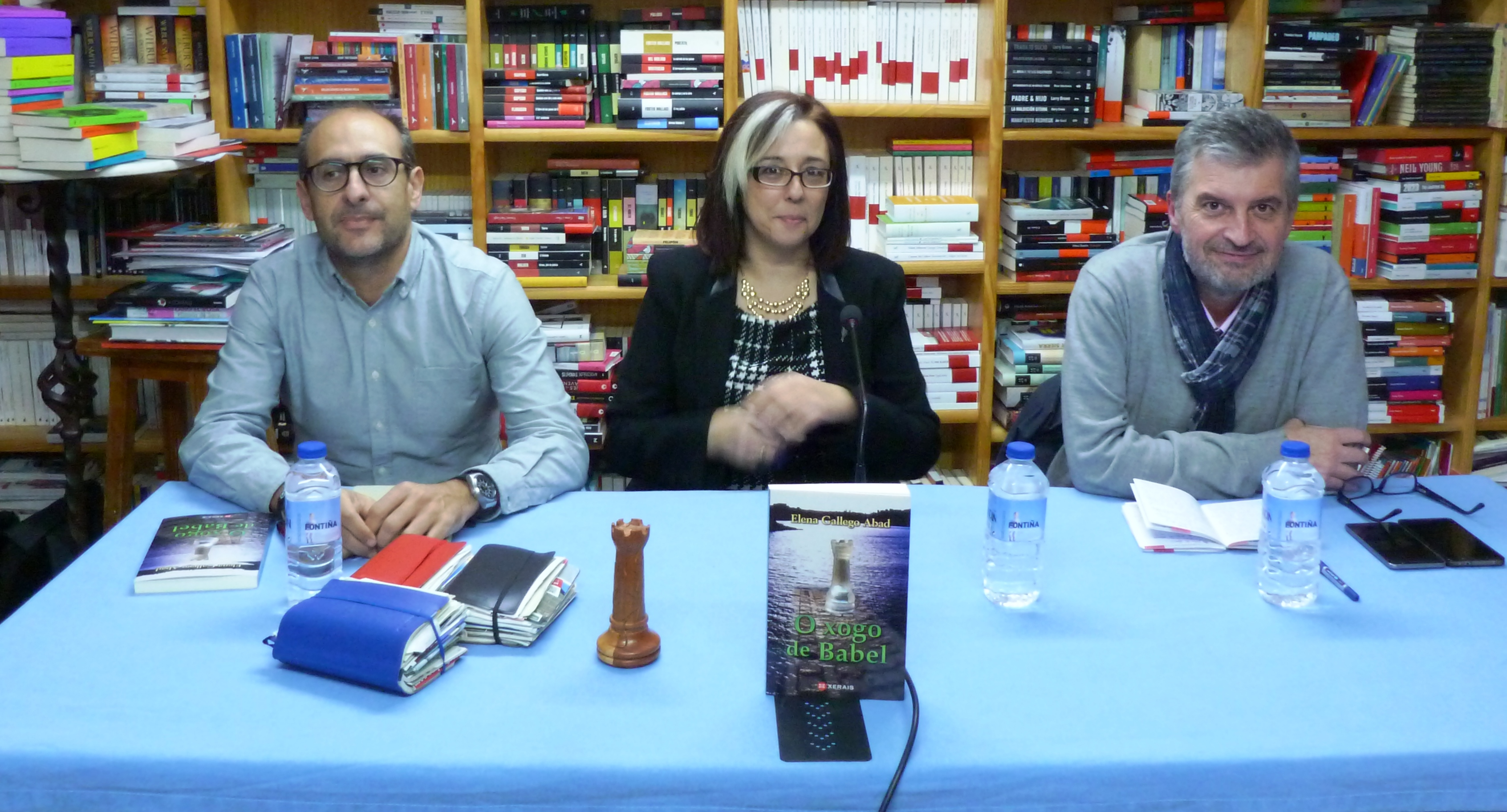
Ramón Rozas, Elena Gallego Abad y Manuel Bragado en la presentación de O xogo de Babel, en la Librería Paz de Pontevedra el 23 de noviembre del 2017

- Unha mirada, dous tempos: pintores de Pontevedra para un centenario: Centro Cultural Fundación Novacaixagalicia, Café Moderno (2014), Pontevedra, Ayuntamiento de Pontevedra – Fundación Novacaixagalicia ISBN 978-84-96982-65-9

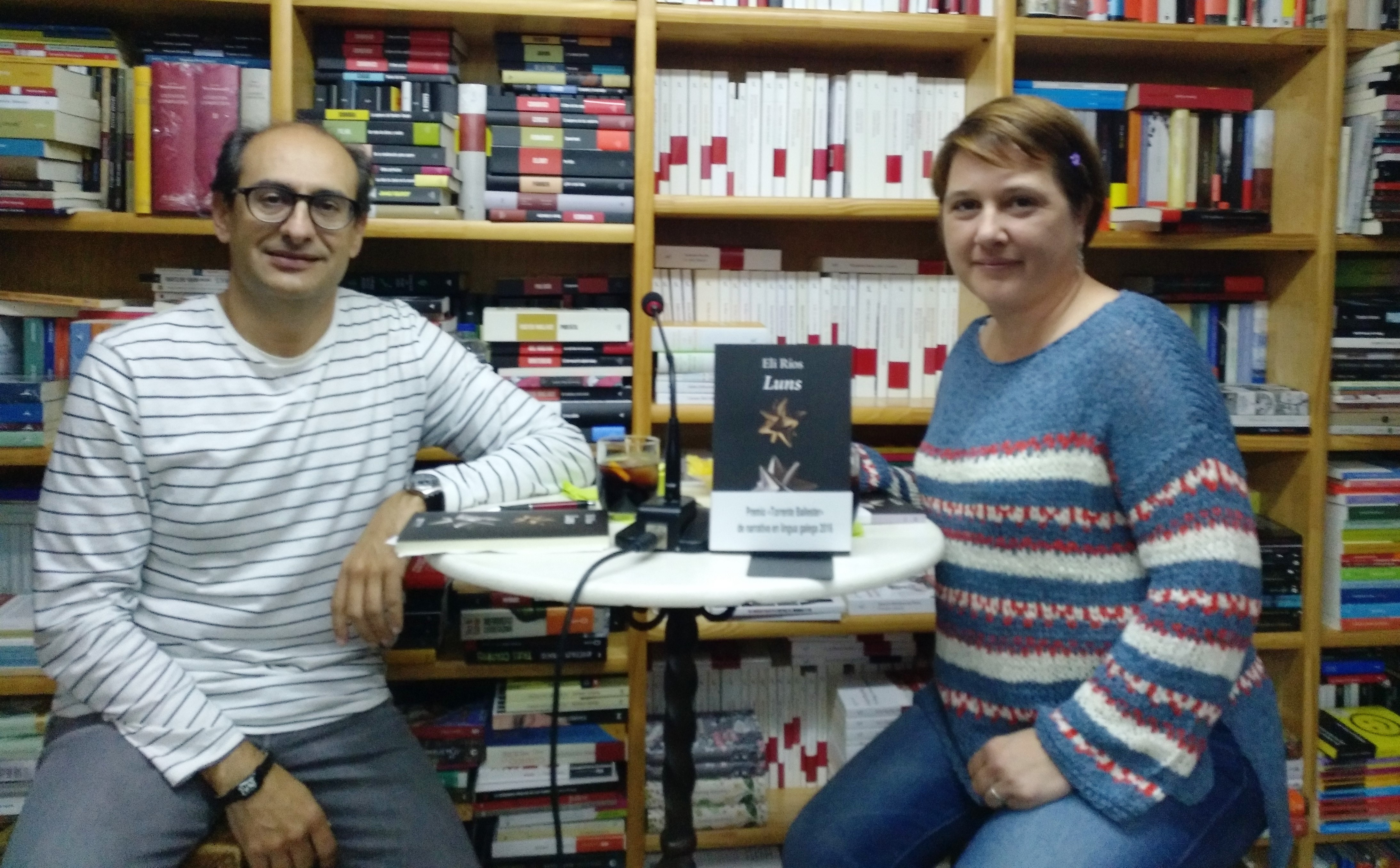
Con Eli Ríos en la presentación de Luns, en Pontevedra, el 4 de noviembre de 2017

- Na beira do río: diálogos na pintura: Juan Moreno Badía, Juan Rivas (2015), Pontevedra, Palacio de Cultura
- Camaño Xestido: na procura dun mundo propio: unha viaxe do barro ó branco (2015), Cangas, Fundación Casa-Museo de Camaño Xestido
- Filgueira é Pontevedra; fotobiografía 1906-1996 : Día das Letras 2015 (2015), Pontevedra, Lérez Edicións
- Pretty as a picture; Santi Vega (2015), Pontevedra, Palacio de Cultura
- Ramón Rozas, Elena Gallego Abad y Manuel Bragado en la presentación de O xogo de Babel, en la Librería Paz de Pontevedra el 23 de noviembre del 2017Unha mirada, dous tempos: pintores de Pontevedra II. Café Moderno Afundación (2015), Pontevedra, Ayuntamiento de Pontevedra – Afundación, ISBN 978-84-96982-70-3

### Publicaciones colectivas
- Provincia de Pontevedra (2001) con José Carlos Santos e Vanessa López Díaz, Pontevedra, Lérez Edicións
- Arte en Pontevedra III; maio 2003, Palacio de Congresos y Exposiciones de Pontevedra (2003) con Estrella López e Ignacio Barcia, Pontevedra, Ayuntamiento de Pontevedra
- Mulleres: arte en Pontevedra 4º 2004” (2004) con Sol Alonso, Pontevedra, Ayuntamiento de Pontevedra,  ISBN 84-609-1226-4
- Gonzalo Sánchez Folgueira, "Zalo" (2005) con Gonzalo Sáchez Folgueira, Santiago de Compostela, Dirección General de Promoción Cultural
- Miña terra; maio 2005 : Conjunto Histórico Soutomaior; por R. Corcoba (2005) con Ana B. Justo Rajó, Pontevedra, Diputación Provincial de Pontevedra
- Ver e sentir (2005) con Gonzalo Sánchez Folgueira, Junta de Galicia, ISBN 9788445340691
- A fraxilidade da mirada; Arte en Pontevedra 5º, 2006 (2006) con Juan Adrio e Estrella López, Pontevedra, Ayuntamiento de Pontevedra
- Francés, 13 años; Museo Municipal, Orense (2006) con Xurxo Fernández López, Orense, Consejería de Cultura
- Gran reserva galega exposición de pintura de Xavier Dopazo : del 4 al 23 de julio de 2008, Rias Bajas, Turismo, Pontevedra (2008) con C. García Reigosa e Xosé Rivada, Pontevedra, Diputación Provincial de Pontevedra
- O eco: Celso Varela (2008) con Alfredo Conde Cid, Orense, Diputación Provincial de Orense, ISBN 978-84-96503-81-6
- Dende a miña fiestra; del 3 de septiembre al 12 de octubre de 2009, Casa de las Artes, Vigo; Celso Varela (2009)   con Tomás Paredes, Vigo, Consejería de Cultura, ISBN 978-84-92425-12-9
- Ruibal (2010) con Alberto González Alegre, Vigo, Caixanova
- Camiños en feminino: arte 2011/2012 (2011) con Eduardo Dios Jaraiz e M.ª Jesús Abeledo, Pontevedra, Edicións e Diseño Xunqueiro.